# Kanal At-Basjinskij
Kanal At-Basjinskij (ryska: Канал Ат-Башинский) är en kanal i Kirgizistan.   Den ligger i oblastet Tjüj Oblusu, i den norra delen av landet, 40 km nordväst om huvudstaden Bisjkek.